# Yoichiro Kakitani
Yoichiro Kakitani (n. 3 ianuarie 1990) este un fotbalist japonez care evoluează la Cerezo Osaka.

## Statistici
| Japonia | Japonia | Japonia |
| An      | Meciuri | Goluri  |
| ------- | ------- | ------- |
| 2013    | 9       | 4       |
| 2014    | 9       | 1       |
| 2015    |         |         |
| Total   | 18      | 5       |